# 1784 en architecture
| Années de l'architecture : 1781 - 1782 - 1783 - 1784 - 1785 - 1786 - 1787    |
| Décennies de l'architecture : 1750 - 1760 - 1770 - 1780 - 1790 - 1800 - 1810 |

Cet article présente les faits marquants de l'année 1784 en architecture.

## Réalisations
- Chalgrin termine la construction de l'église Saint-Philippe-du-Roule à Paris.
- Petit-Radel modernise l'église Saint-Médard à Paris : rhabillage des piles du chœur « à la manière dorique », création d'une chapelle absidiale dans l'axe du chœur, construction du presbytère.
- Basilique de Saint-François-le-Grand à Madrid par Francisco Cabezas (es).
- Église de la Sainte-Transfiguration à Gjirokastër en Albanie.

## Événements
- x

## Récompenses
- Prix de Rome : Jean-Charles-Alexandre Moreau.

## Naissances
- 22 juin : Jean-Baptiste de Dobbeleer, architecte belge mort le 21 décembre 1868.

## Décès
- 22 janvier : Nicolas Nicole, architecte franc-comtois, né le 14 mai 1702.